# 沈良佐
沈良佐（1468年—？年），字堯卿，湖廣永州府零陵縣人，民籍。明朝政治人物，賜進士出身。官至廣西布政司參政。

## 生平
治《礼记》，由國子生中式弘治五年（1492年）壬子科湖廣鄉試第六十五名舉人，年四十一歲中式正德三年（1508年）戊辰科會試第三百十四名，第二甲第三十三名進士。授户部主事，历官员外、郎中，出任四川順慶府知府。轉江西按察司副使，嘉靖六年（1527年）十一月陞廣西左參政。

## 家族
曾祖沈旺一、祖沈福、父沈逵。前母王氏；母孫氏；继母姜氏。慈侍下。兄良臣，義官；良輔，義官；弟良弼、良相。